# David Anders
David Anders (født David Anders Holt den 11. marts 1981) er en amerikansk tv-og teaterskuespiller. Han er bedst kendt for sine roller som Julian Sark i tv-serien Alias, og som Adam Monroe i tv-serien Heroes. Selv om Anders er amerikansk, krævede begge roller at ham brugte en engelsk accent.
I øjeblikket kan han ses som Johnathan "John" Gilbert i Tv-serien The Vampire Diaries
David blev født i Grants Pass, Oregon, af forældre Dr. Tony og Jeri Holt. Anders er den yngste af fire børn (en biologisk bror, og to adopterede søskende), han har to brødre, Jason og Arik, og søster, Maili. 

## Filmografi uddrag

### Film
- The Surge (2002)
- Peacock (2006)
- Left of Darkness (2006)
- Circadian Rhythm (2006)
- ELI (2007)

### Tv
- So Little Time (2001)
- Alias (2001-2006)
- Player$ (2004)
- CSI: Crime Scene Investigation (2004)
- Heksene fra Warren Manor (2005)
- CSI: Miami (2005)
- Deadwood (2006)
- Greys Hvide Verden (2007)
- Heroes (2007)
- The Vampire Diaries (nu)

### Videospil
- Alias: The Video Game (2004)